# Katarzyna Zioło
Katarzyna Zioło (ur. 10 sierpnia 1979) – polska lekkoatletka specjalizująca się w skoku w dal.

## Kariera
Była zawodniczką klubów: LKS Mielec (1998), AZS-AWF Kraków (1999-2002) i ponownie LKS Mielec (2002-2006). Brązowa medalistka mistrzostw Polski w skoku w dal (2005).  Laureatka pierwszego miejsca w plebiscycie na 10 Najlepszych i Najpopularniejszych Sportowców Mielca 2005. Rekord życiowy: 6,24 (2003).